# عبد الله عبد الرضا
عبد الله عبد الرضا ( 23 أبريل 1994) ممثل ومخرج كويتي.

## حياته
هو حفيد الفنان عبد الحسين عبد الرضا من ابنته بيبي عبد الحسين عبد الرضا ممثل كويتي شاب ومنتج ومخرج، شارك في أعمال عدة حيث كانت أول أدواره في عام 2016 مسلسل "رمانة" مع الفنانة حياة الفهد من إخراج حسام حجاوي، ثم مسلسل «سموم المعزب 2» مع الفنان سعد الفرج وأحمد جوهر وهومن إخراج البيلي أحمد، ومسلسل «ماذا لو» مع الفنان خالد أمين والممثل الأردني منذر رياحنه ونخبة من الفنانين وكان من إخراج حسين دشتي، وشارك أيضا في مسرحيات الأطفال من إنتاج مركز الفنون بعد انقطاع دام 25 سنة عن مسرح الطفل وكان بمشاركة النجمة شجون الهاجري، والذي كانت من إخراجه هو.

## أعماله

### في التلفزيون
| سنة الإنتاج | اسم المسلسل    | الشخصية     |
| ----------- | -------------- | ----------- |
| 2017        | رمانة          | لؤي         |
| 2018        | سموم: المعزب 2 | صقر         |
| 2019        | ماذا لو        | جراح        |
| 2020        | في ذاكرة الظل  | سليمان      |
| 2021        | ملاك رحمة      | شهاب        |
| 2022        | بيبي           | نبيل (بلبل) |
| 2023        | غسيل           | بدر         |
| 2023        | حب بين السطور  | مشعل        |

### في المسرح
- مسرحية Tomorrow
- مسرحية I Wish